# Formula Rossa
Fórmula Rossa es una montaña rusa ubicada en el parque de atracciones Ferrari World, en Abu Dabi, en los Emiratos Árabes Unidos. La atracción fue inaugurada el 4 de noviembre de 2010.

## Descripción
Esta montaña rusa del fabricante Intamin alcanza una velocidad máxima de 240 km/h. Simula un trayecto en un monoplaza de Fórmula 1 de Ferrari, marca sobre la que gira la temática del parque. El viaje alcanza su velocidad máxima tras 6,5 segundos, con un sistema de lanzamiento hidráulico que es similar al utilizado en algunos portaaviones. La montaña rusa tiene una longitud de unos 2 kilómetros (1,2 millas), lo que la sitúa en el quinto lugar en el mundo. Debido a la concurrencia de altas velocidades de la atracción y las tormentas de polvo de Abu Dhabi, los pasajeros deben usar gafas de protección.

## Galería

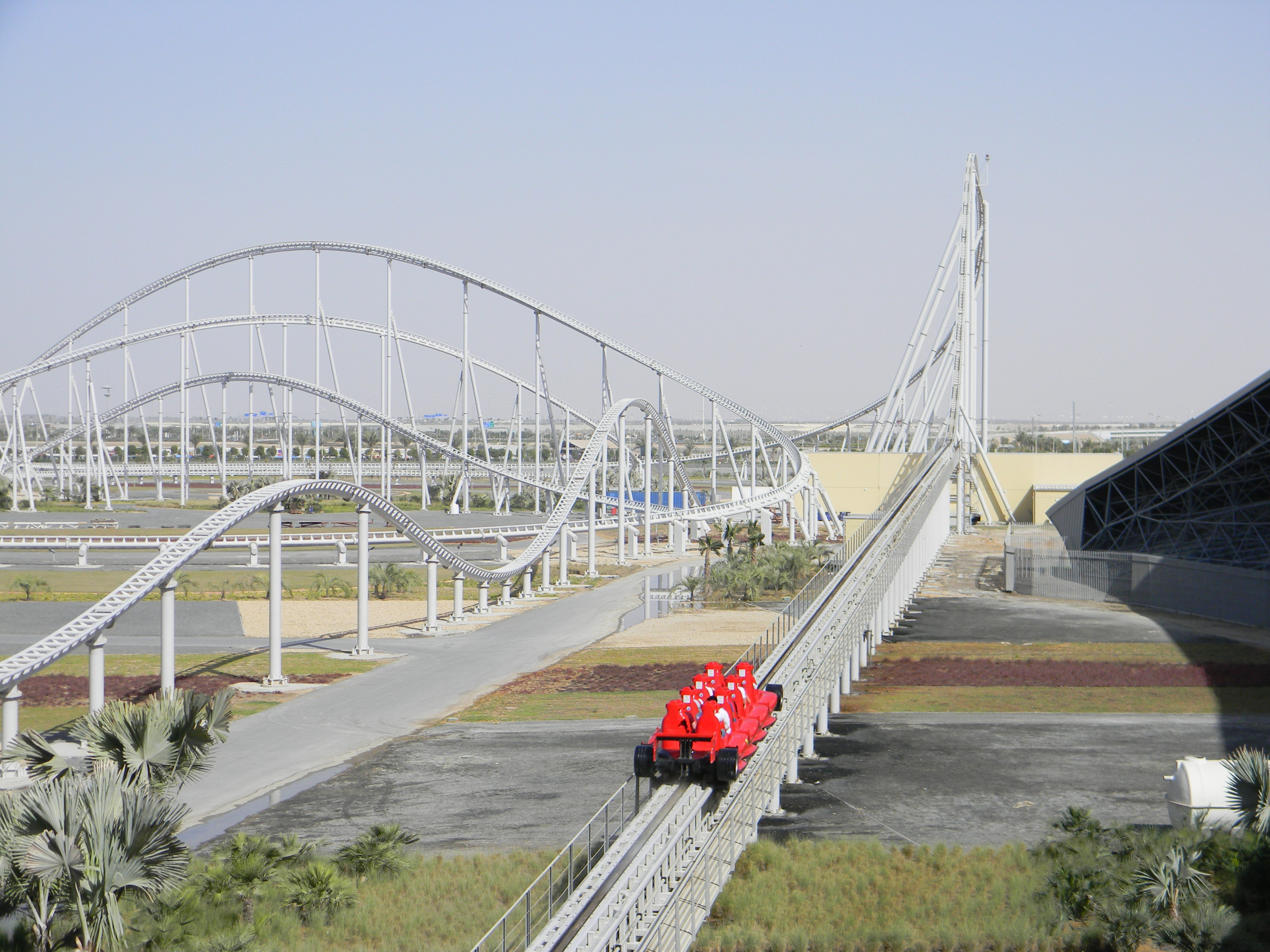
Trayecto de la montaña rusa.